# نيكول غالاند
نيكول غالاند (بالإنجليزية: Nicole Galland)‏ (1965، نيويورك في الولايات المتحدة)؛ روائية أمريكية.

## روابط خارجية
- نيكول غالاند على موقع IMDb (الإنجليزية)
- نيكول غالاند على موقع ميوزك برينز (الإنجليزية)